# Bryum
Bryum és un gènere de molses (briòfits) de la família de les briàcies, el qual n'és el gènere tipus. Actualment 903 espècies formen part d'aquest gènere.

## Descripció
El gametòfit presenta uns fil·lidis (fulles no vasculars típiques de les molses) lanceolats, ovatolanceolats o a vegades espatulats. Poden estar agrupats a l'àpex o bé uniformement distribuïts al llarg dels caulidis (tiges no vasculars). Les cèl·lules marginals dels fil·lidis són estretes; les cèl·lules medials dels fil·lidis (situades entre el nervi i el marge) són hexagonals o roimbals mentre que les basals del fil·lidi són de quadrades a rectangulars. El nervi central és percurrent (arriba fins al marge del fil·lidi) o excurrent (sobrepassa la fulla amb una punta filiforme). L'esporangi presenta una càpsula pèndula de forma entre cilÍndrica i periforme. Les dents que envolten l'obertura de la càpsula (el peristoma) són dobles.
Depén de l'espècie els gametangis masculins (anteridis) i femenins (arquegonis) poden situar-se en individus distints independents (plantes dioiques) o bé en el mateix individu, ja sigui en el mateix caudilis (autoiques) o en el mateix involucre terminal del caudili (sinoiques).

## Geleria d'imatges

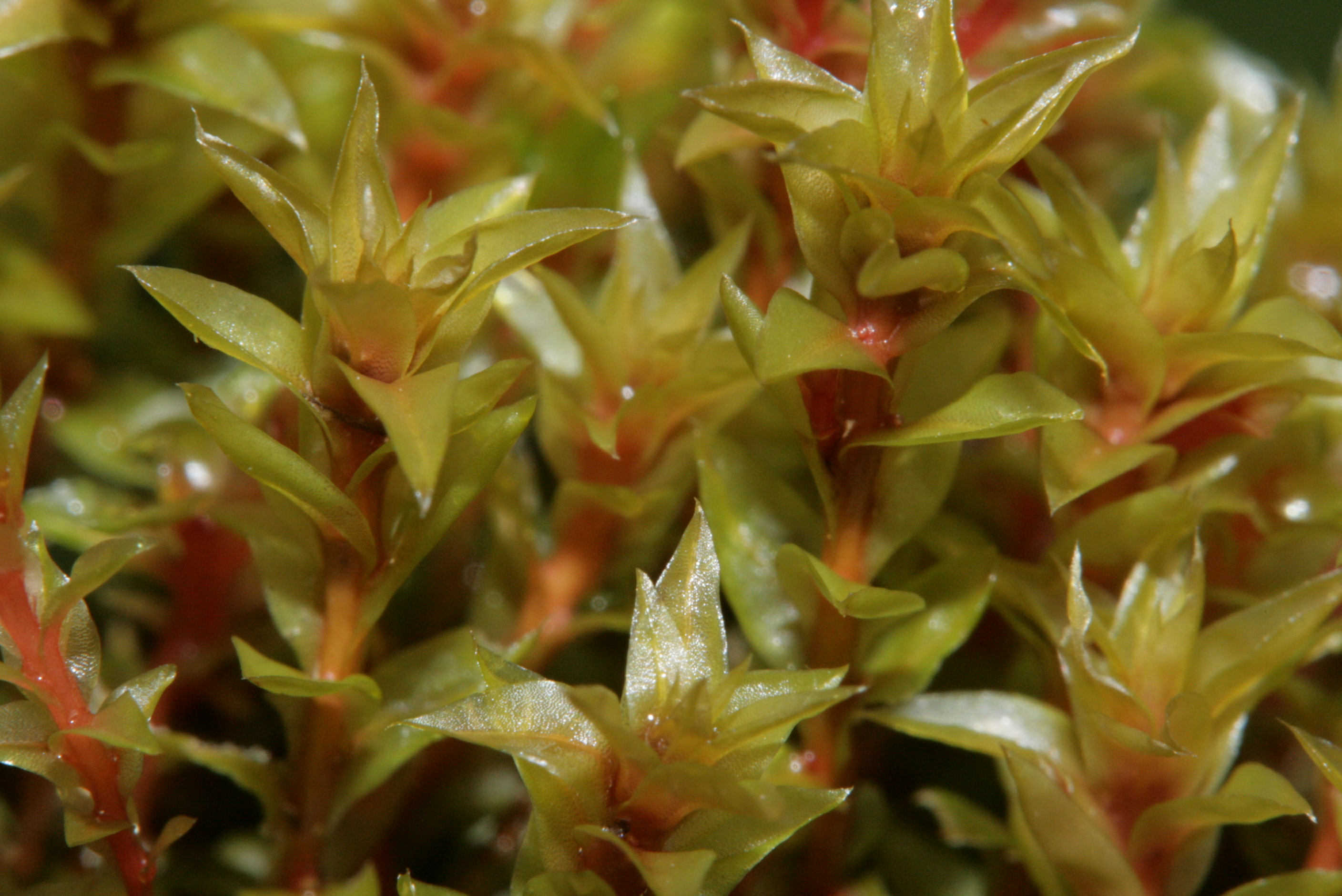
Bryum weigelii
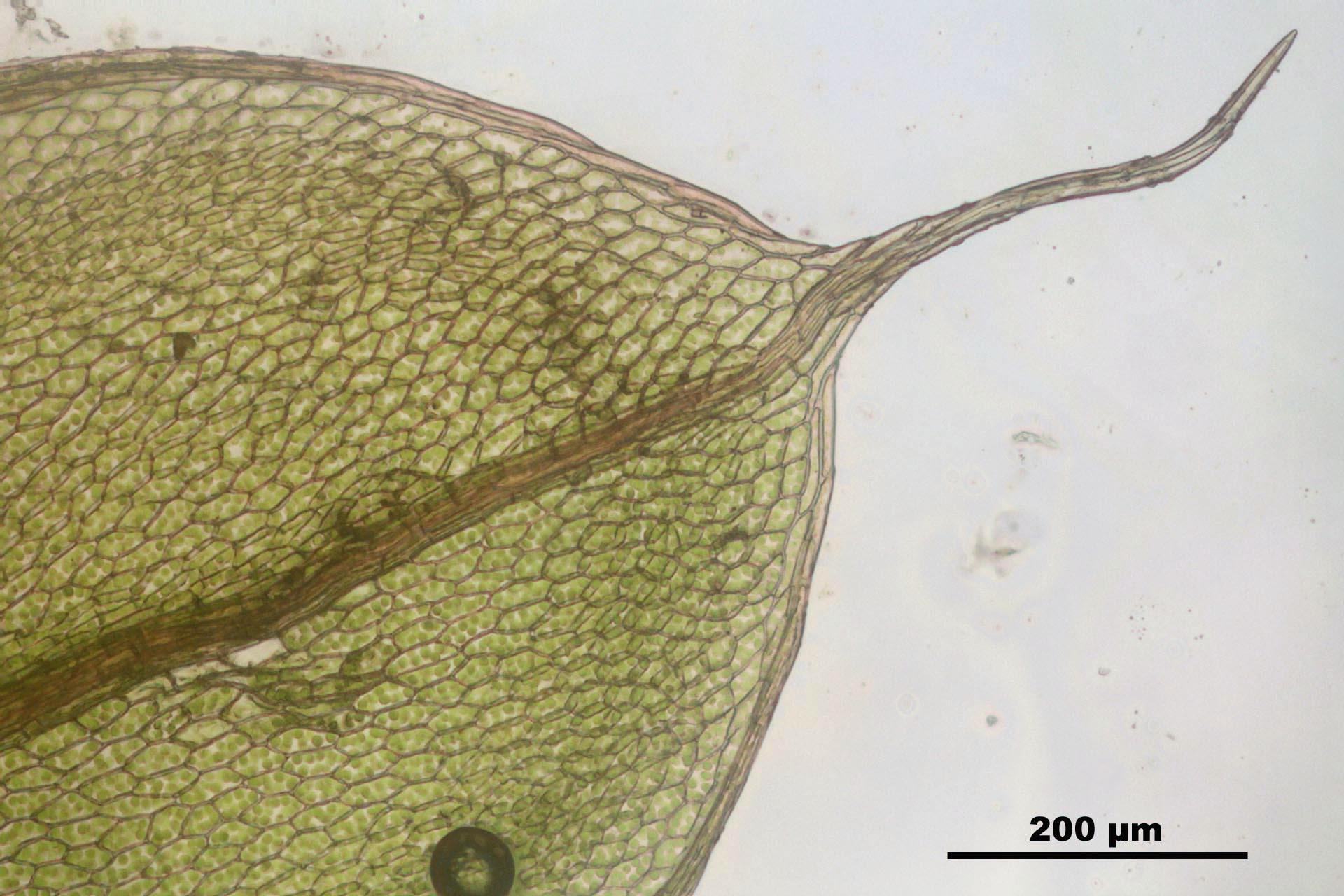
Imatge de microscopia d'un fil·lidi de Bryum elegans, s'observa el nervi percurrent i les cèl·lules marginals estretes
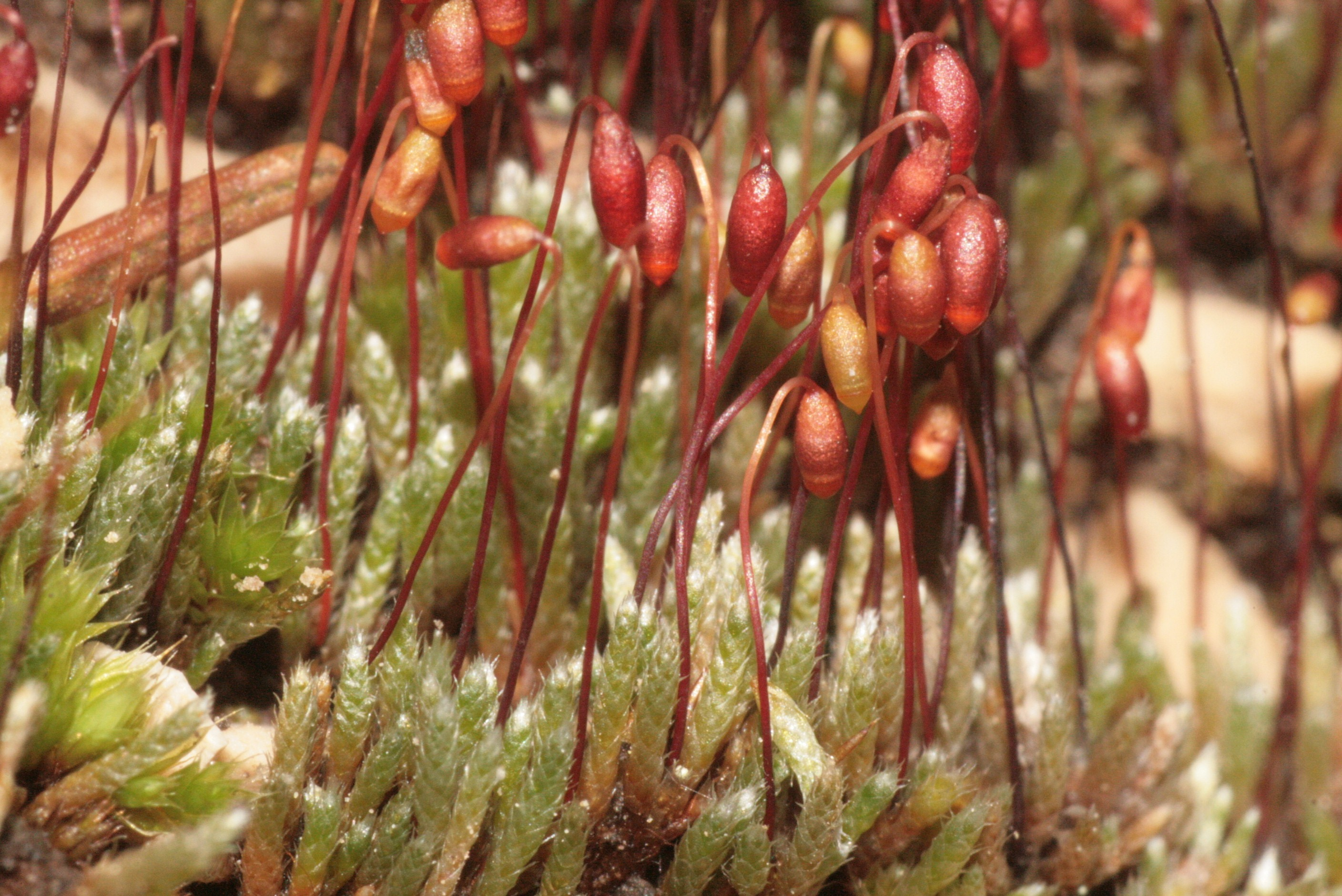
Gametòfit de Bryum argenteum
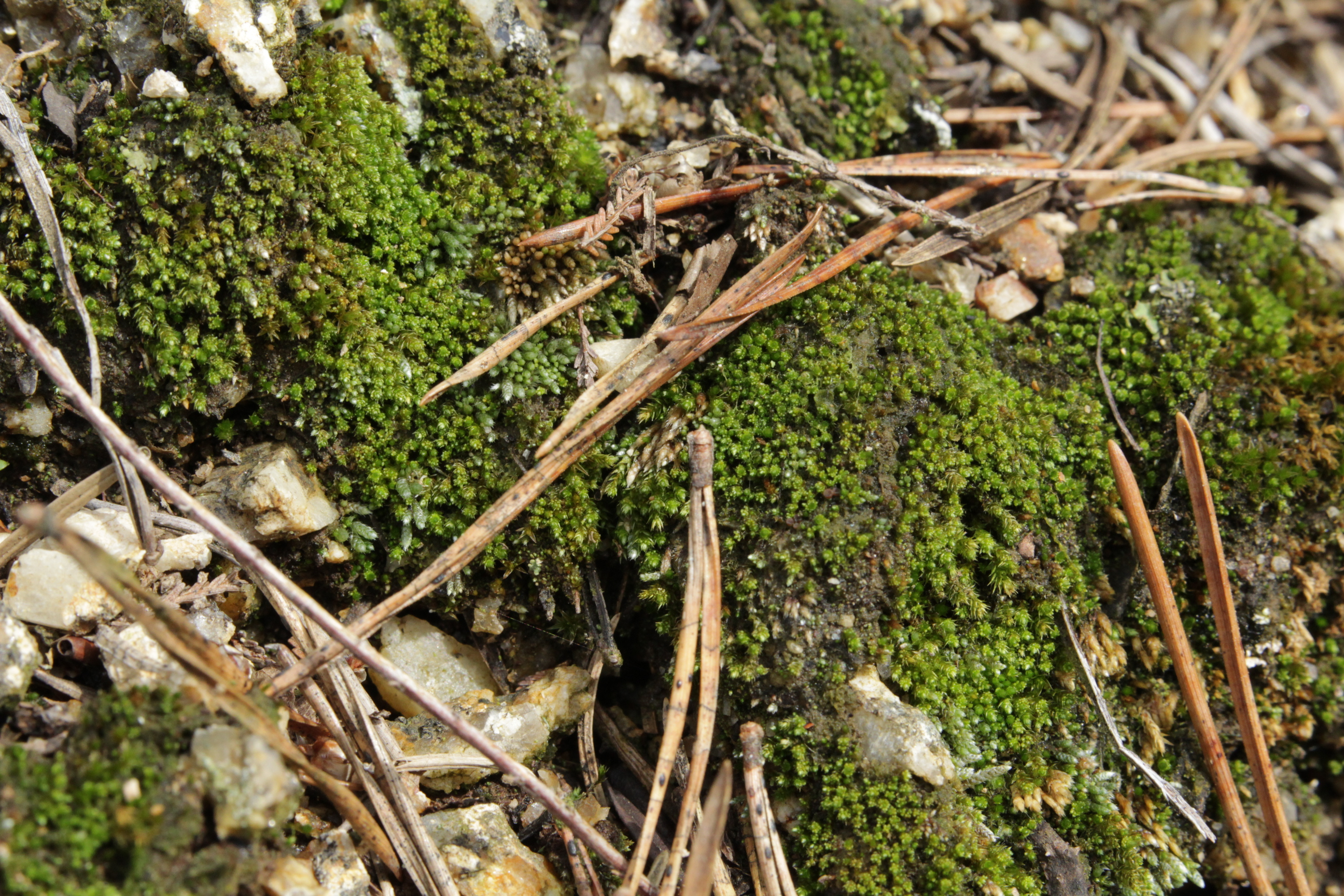
Catifa de Bryum barnesii

## Espècies destacades
Als Països Catalans hi ha un total de 45 espècies del gènere Bryum:
| - Bryum algovicum - Bryum alpinum - Bryum arcticum - Bryum argenteum - Bryum barnesii - Bryum bicolor - Bryum bimum - Bryum bornholmense - Bryum caespiticium - Bryum capillare - Bryum creberrimum - Bryum cyclophyllum - Bryum donianum - Bryum dunense - bryum elegans | - Bryum flaccidum - Bryum funckii - Bryum gemmiferum - Bryum gemmilucens - Bryum gemmiparum - Bryum imbricatum - Bryum intermedium - Bryum klinggraeffii - Bryum laevifilum - Bryum microertythrocarpum - Bryum mildeanum - Bryum muehlenbeckii - Bryum pallens - Bryum pallescens - Bryum provinciale | - Bryum pseudotriquetrum - Bryum radiculosum - Bryum rubens - Bryum ruderale - Bryum rufifolium - Bryum sauteri - Bryum schleicheri - Bryum stenoctrichum - Bryum subapiculatum - Bryum tenuisetum - Bryum torquescens - Bryum turbinatum - Bryum versicolor - Bryum violaceum - Bryum weigelii |